# Abdij Hohenbourg

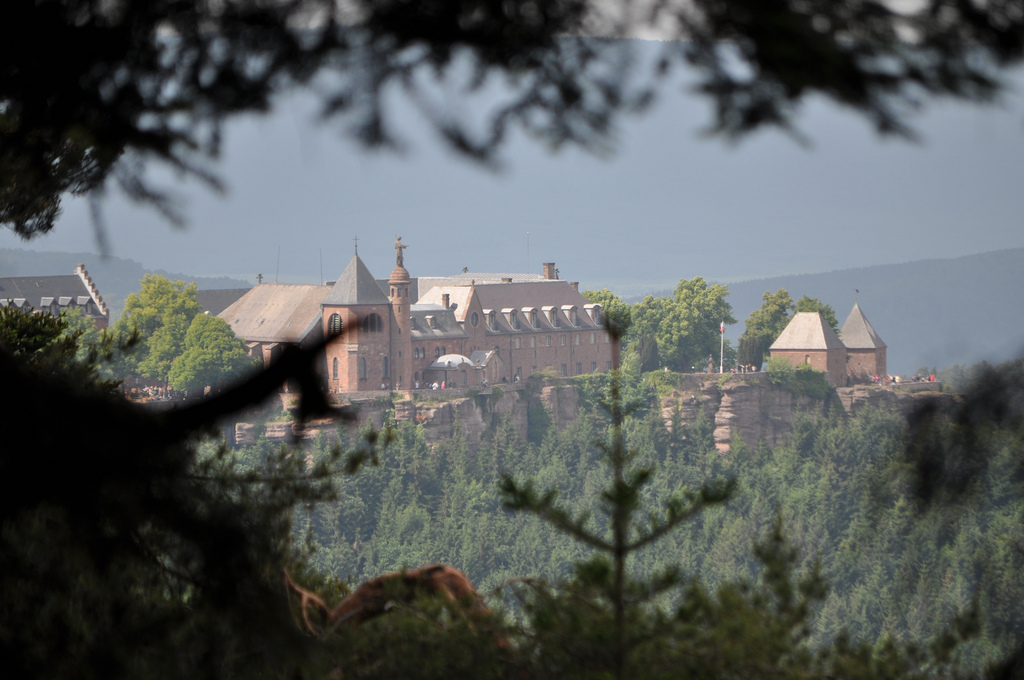
Abdij Hohenbourg

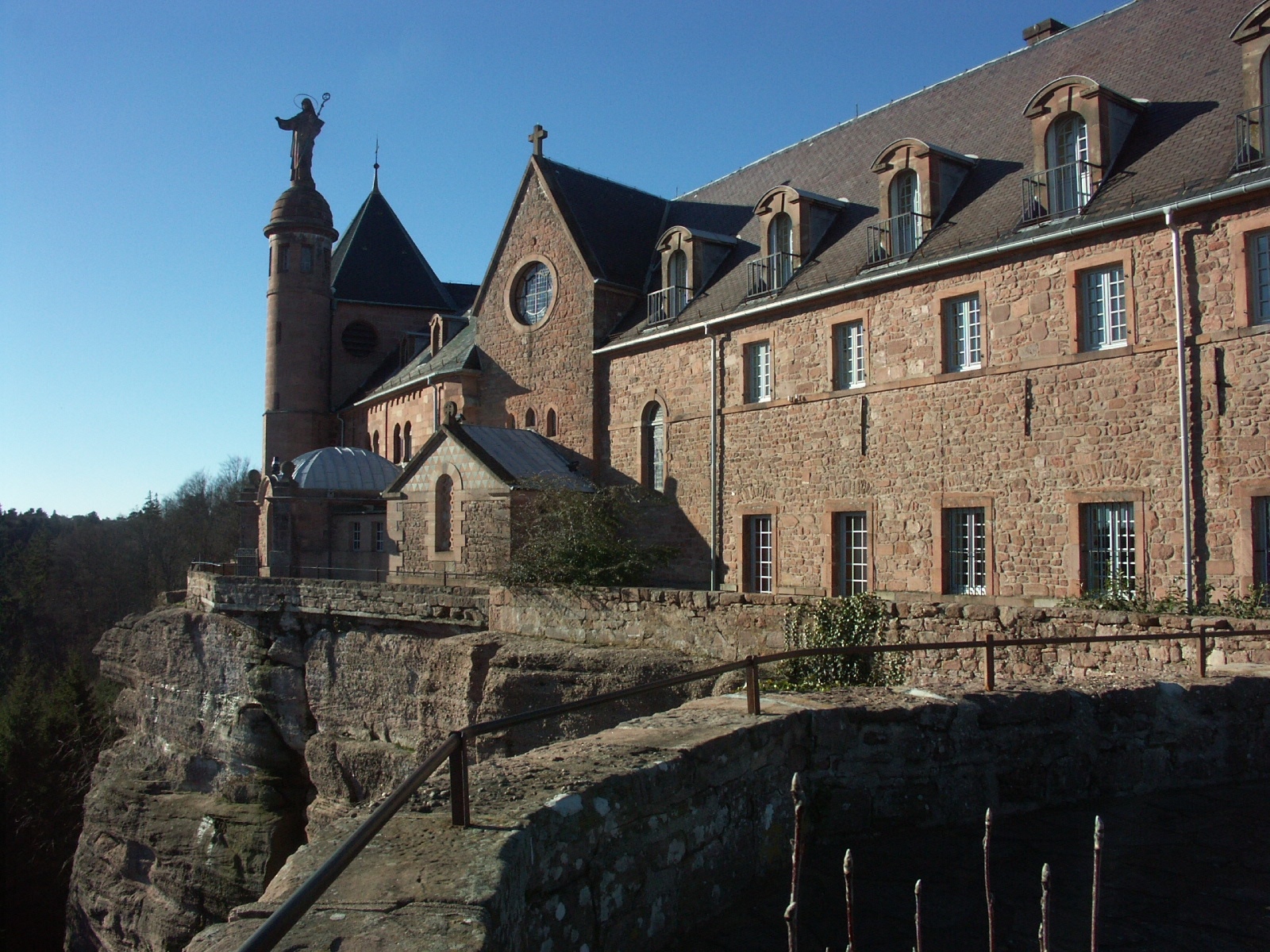
Het klooster met het standbeeld van Odilia van de Elzas

De Abdij Hohenbourg (Duits: Kloster Hohenburg) is een voormalige abdij gelegen op de Mont Sainte-Odile op het grondgebied van de Franse gemeente Ottrott. De abdij werd gesticht door de heilige Odilia van de Elzas. De oudste delen van de abdij dateren uit de 10e eeuw maar veel gebouwen zijn uit de 18e, de 19e en de 20e eeuw. De abdijkerk is verheven tot basiliek. De site trekt jaarlijks ongeveer een miljoen bezoekers.

## Geschiedenis
Rond het jaar 700 werd de burcht op de top van de Mont Sainte-Odile omgevormd tot een vrouwenklooster door Odilia van de Elzas. Zij was de dochter van hertog Adalric van de Elzas. Volgens de legende werd zij blind geboren en kreeg zij het zicht na haar doopsel op twaalfjarige leeftijd toegediend door bisschop Ehrhard van Regensburg. Deze heilige werd hier ook begraven en de plaats werd een bedevaartsoord. Een andere bekende abdis van Hohenbourg was Herrad von Landsberg in de 12e eeuw, die de Hortus deliciarum samenstelde.
De abdij werd in haar lange geschiedenis verschillende keren geplunderd en deels verwoest. Na de Franse Revolutie werd het klooster verkocht. De relieken van de heilige Odilia werden verborgen en bewaard door de inwoners van Ottrott. In 1853 verwierf het bisdom Straatsburg de site en de plaats werd opnieuw ingericht als bedevaartsoord. Eind 19e eeuw werd Hohenbourg een symbool voor de Fransen die ijverden voor de terugkeer van de Elzas bij Frankrijk. Tussen 1920 en 1940 vonden belangrijke verbouwingswerken en verfraaiingen plaats.

## Gebouwen
De kloostergebouwen werden gebouwd tussen de 18e en de 20e eeuw. Op het dak van een van de kloostergebouwen werd halfweg de 19e eeuw een groot beeld van de heilige Odilia geplaatst. Op de rotswanden langs het klooster werd in de jaren 1930 een kruisweg van de kunstenaar Léon Elchinger aangebracht. Het gaat om kleurrijke afbeeldingen in keramiek.
In de abdijkerk, de basiliek, wordt dagelijks een eucharistieviering gehouden, zowel in het Frans als in het Duits. In de Chapelle Sainte-Odile, waarvan de oudste delen teruggaan tot de 10e eeuw, bevindt zich de tombe van de heilige Odilia.
Aan de achterzijde van het abdijcomplex liggen twee vrijstaande kapellen, de Chapelle des Larmes en de Chapelle des Anges. De basis van de Chapelle des Larmes dateert uit de 12e eeuw. Binnenin zijn in 1935 mozaïeken van Alphonse Gentil en Eugène Bourdet aangebracht.

## Afbeeldingen

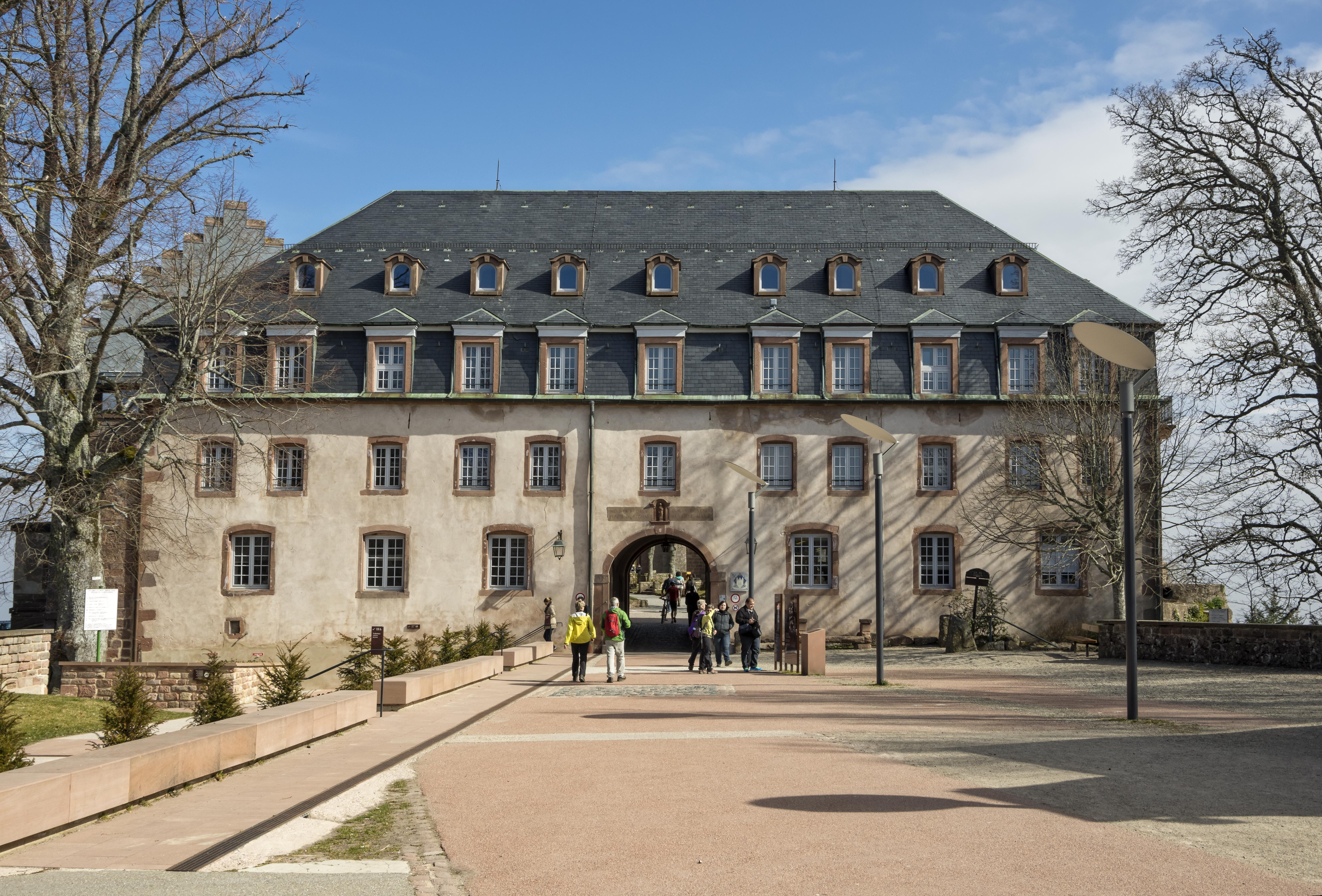
Het 18e-eeuwse poortgebouw
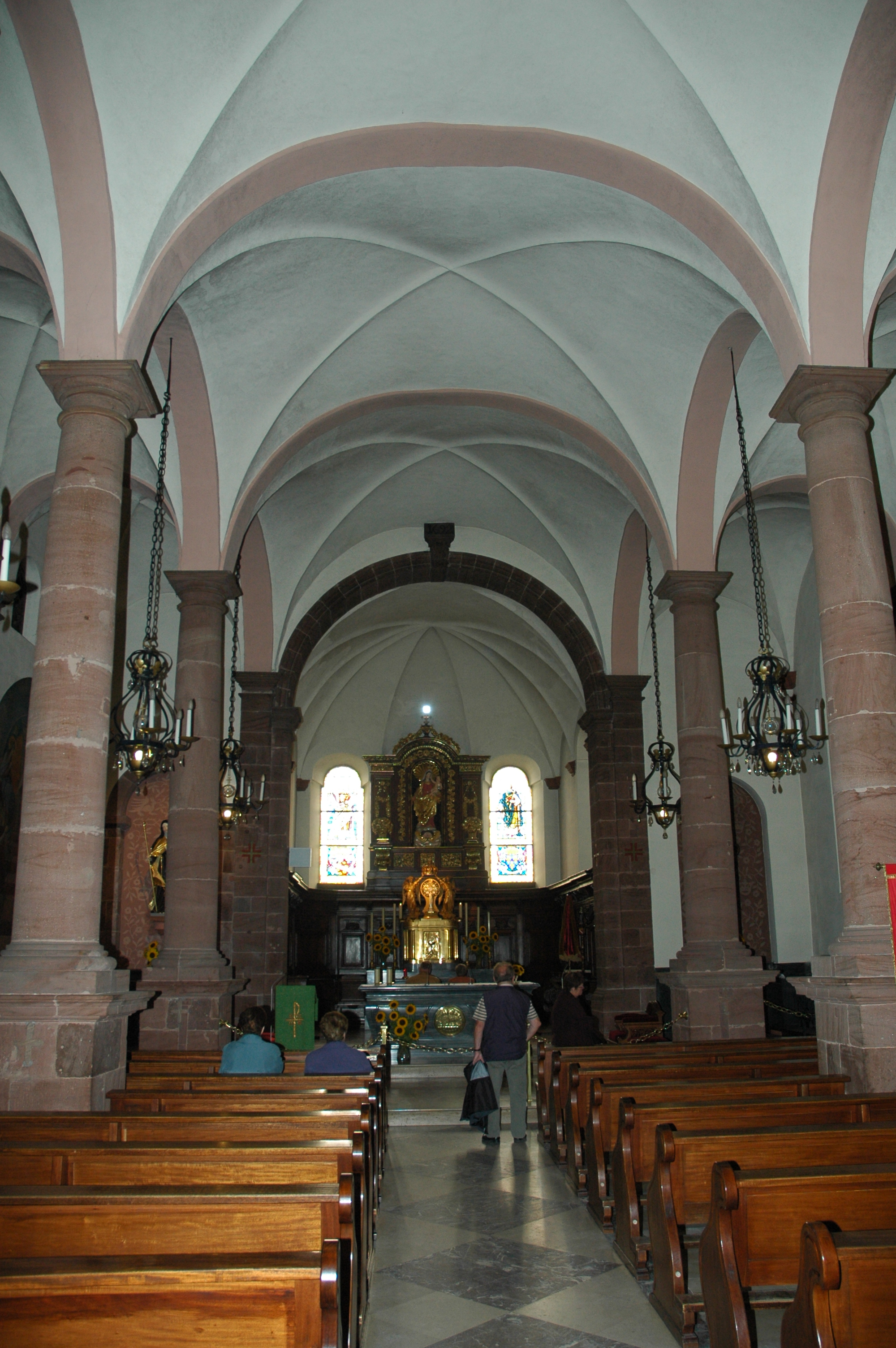
Binnenkant van de basiliek
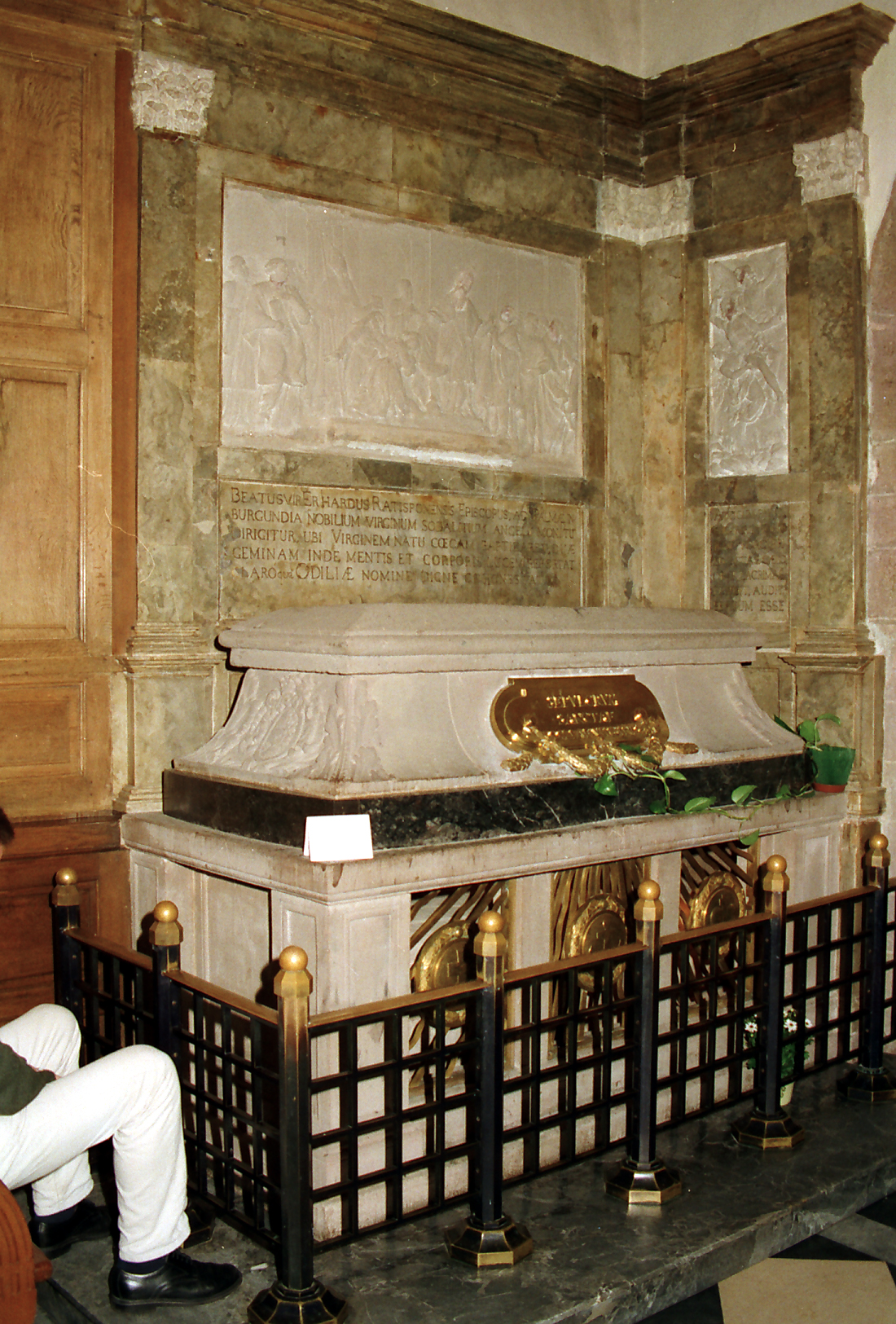
De tombe van de heilige Odilia
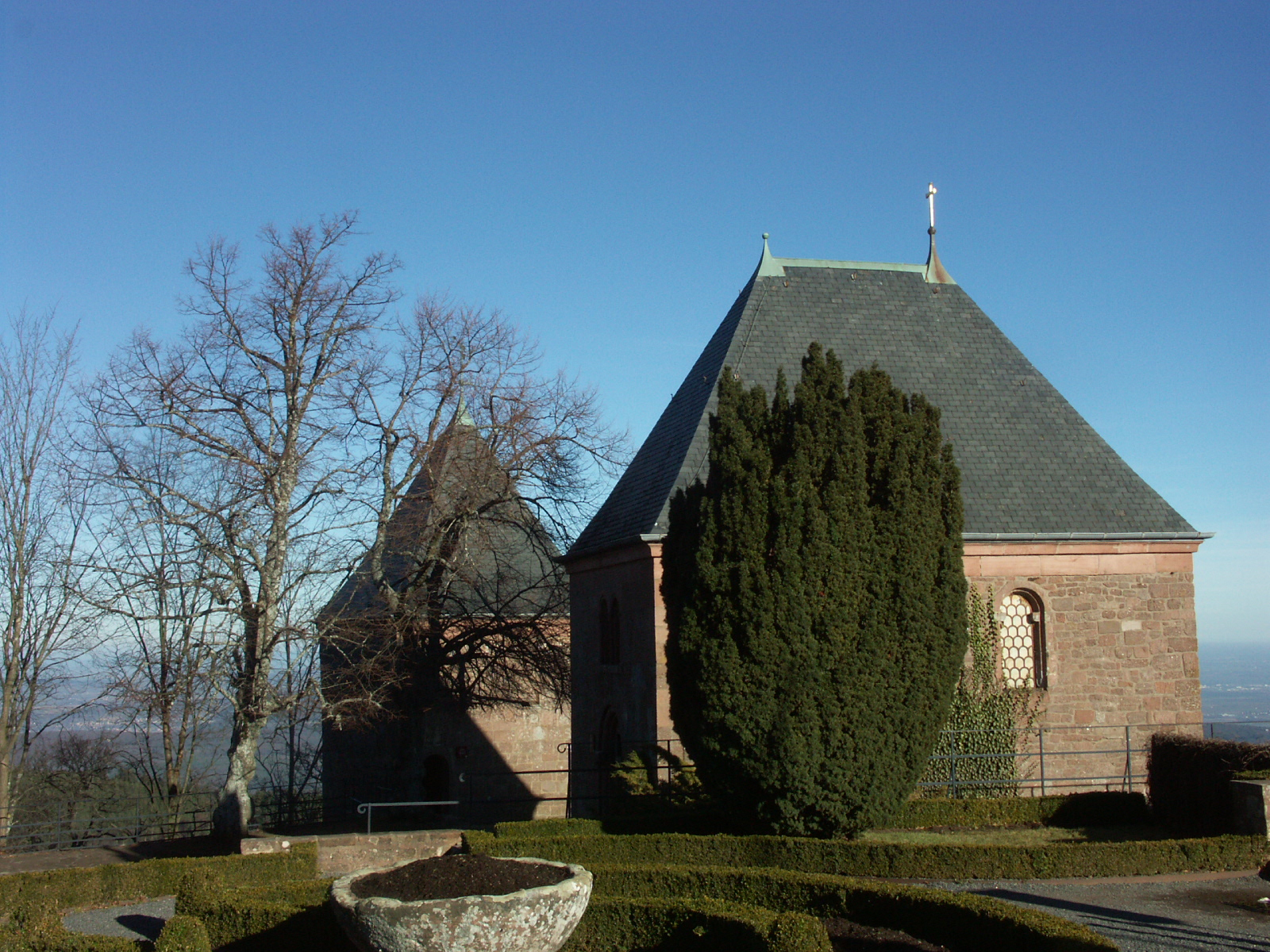
De Chapelle des Larmes en achteraan de Chapelle des Anges
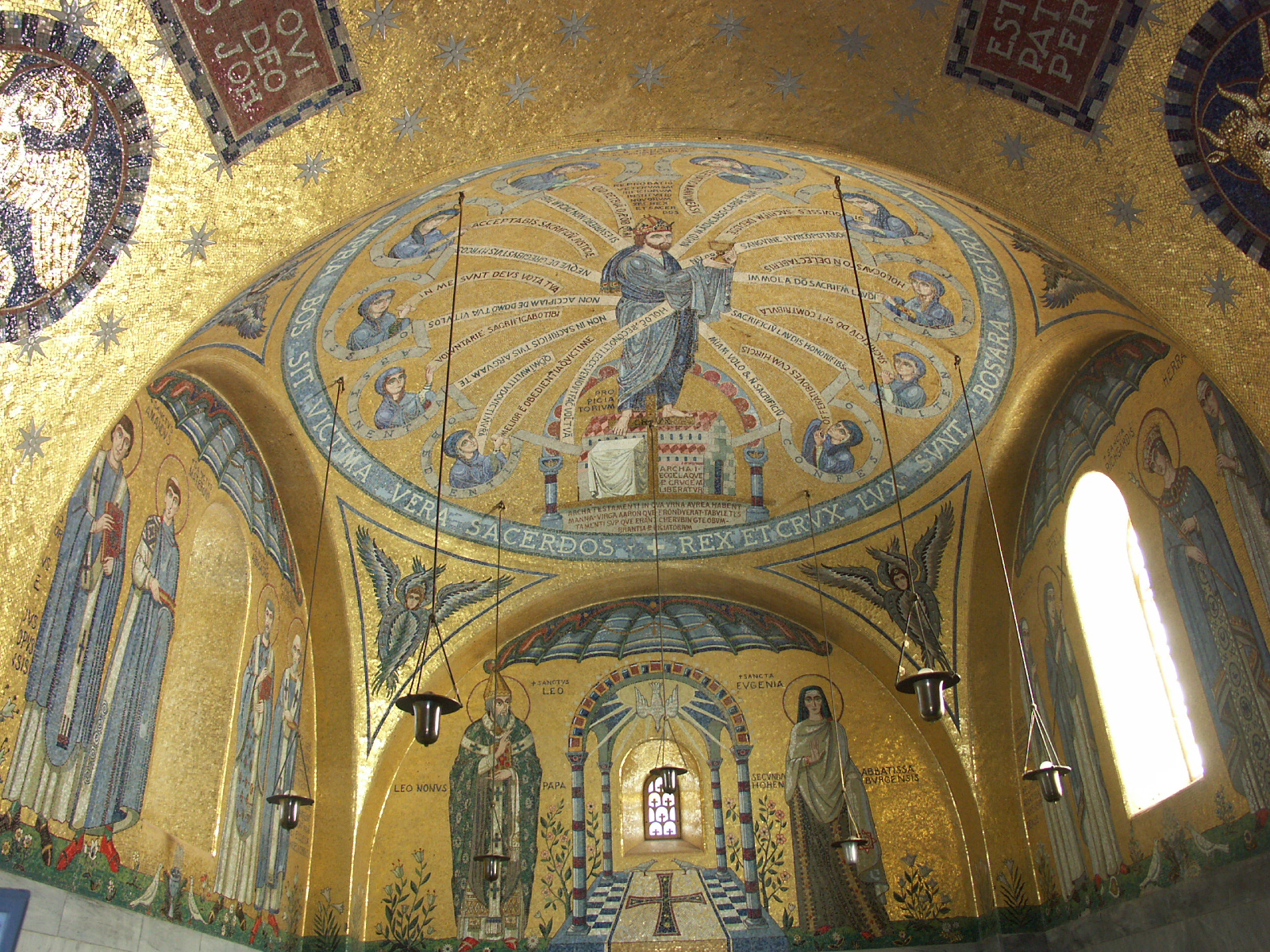
Mozaïeken in de Chapelle des Larmes